# 러셀 앨런 헐스
러셀 앨런 헐스(Russell Alan Hulse, 1950년 11월 28일~ )는 미국의 물리학자이다. 중력 연구의 새로운 가능성을 연 새로운 종류의 펄사를 발견한 공로로 조지프 후턴 테일러 주니어와 공동으로 노벨 물리학상을 수상하였다. 그는 펄사의 연구와 중력파의 전문가이다.

## 생애
헐스는 뉴욕 시에서 태어나 브롱스 과학 고등학교을 1966년에 졸업하였고 같은해 쿠퍼 유니언에 졸업하여 1970년 학사 학위를 취득하였다. 후에 매사추세츠 대학교 애머스트 캠퍼스에 입학하여 1975년 물리학 박사 학위를 취득했다.
1974년 헐스와 테일러는 펄사와 어두운 동반성으로 이우저니 쌍성 펄사 PSR B1913+16를 발견하였다.
1993년 헐스와 테일러는 최초의 쌍성 펄사를 발견한 공로로 노벨 물리학상을 공동 수상하였다.

## 학력
- 1962~1966: 브롱스 과학 고등학교 (졸업)
- 1966~1970: 쿠퍼 유니온 (학사)
- 1970~1975: 매사추세츠 대학교 애머스트 (박사)